# Giải đua ô tô Công thức 1 Anh 2024
Giải đua ô tô Công thức 1 Anh 2024 (tên chính thức là Formula 1 Qatar Airways British Grand Prix 2024) là một chặng đua Công thức 1 được tổ chức vào ngày 7 tháng 7 năm 2024 tại Trường đua Silverstone ở Silverstone, Vương quốc Liên hiệp Anh và Bắc Ireland. Chặng đua này là chặng đua thứ 12 của Giải đua xe Công thức 1 2024.

## Bối cảnh
Giải đua ô tô Công thức 1 Anh 2024 được tổ chức vào cuối tuần từ ngày 5 đến ngày 7 tháng 7 tại Trường đua Silverstone ở Silverstone, Northamptonshire. Đây là lần thứ 59 trường đua này tổ chức một chặng đua Công thức 1. Giải đua ô tô Công thức 1 Anh 2024 là chặng đua thứ 12 của Giải đua xe Công thức 1 2024 và là phiên bản thứ 75 của Giải đua ô tô Công thức 1 Anh.

### Bảng xếp hạng các tay đua và đội đua trước chặng đua
Sau Giải đua ô tô Công thức 1 Áo, Max Verstappen dẫn đầu bảng xếp hạng các tay đua với 237 điểm trước Lando Norris (156 điểm) với khoảng cách 81 điểm và Charles Leclerc (150 điểm) với khoảng cách 87 điểm. Red Bull Racing dẫn đầu bảng xếp hạng các đội đua với 355 điểm, cách Ferrari (291 điểm) 64 điểm và cách McLaren (268 điểm) 87 điểm.

### Danh sách các tay đua và đội đua
Danh sách các tay đua và đội đua cho chặng đua này không có thay đổi nào so với danh sách các tay đua và đội đua tham gia mùa giải. Oliver Bearman thế chỗ Kevin Magnussen tại Haas, Franco Colapinto cho Logan Sargeant tại Williams, Jack Doohan cho Pierre Gasly tại Alpine và Isack Hadjar cho Sergio Pérez tại Red Bull Racing trong buổi đua thử đầu tiên.

### Lựa chọn hợp chất lốp
Nhà cung cấp lốp xe Pirelli mang đến các hợp chất lốp C1, C2 và C3 (ba hợp chất lốp cứng nhất trong số các hợp chất lốp), lần lượt được tiêu chuẩn hóa là cứng (hard), trung bình (medium) và mềm (soft) để các đội sử dụng trong suốt sự kiện này.

## Tường thuật

### Buổi đua thử
Ba buổi đua thử được tổ chức tại Giải đua ô tô Công thức 1 Anh 2024. Buổi đua thử đầu tiên được tổ chức vào ngày 5 tháng 7 năm 2024 lúc 12:30 giờ địa phương (UTC+1). Lando Norris của McLaren đứng đầu chung cuộc sau buổi đua thử đầu tiên trước Lance Stroll của Aston Martin và đồng đội Oscar Piastri tại McLaren với thời gian là 1:27,420 phút. Buổi đua thử thứ hai được tổ chức vào lúc 16:00 giờ địa phuơng (UTC+1) cùng ngày. Norris đứng đầu chung cuộc sau buổi đua thử thứ hai trước Piastri và Sergio Pérez của Red Bull Racing với thời gian là 1:26,549 phút. Buổi đua thử thứ ba và cuối cùng được tổ chức vào ngày 6 tháng 7 năm 2024 lúc 11:30 giờ địa phuơng (UTC+1). George Russell của Mercedes đứng đầu chung cuộc sau buổi đua thử thứ ba trước đồng đội Lewis Hamilton tại Mercedes và Norris với thời gian là 1:37,529 phút.

### Vòng phân hạng
Vòng phân hạng được tổ chức vào ngày 6 tháng 7 năm 2024 lúc 15:00 giờ địa phương (UTC+2), bao gồm ba phần với thời gian là 45 phút và các vị trí xuất phát cho cuộc đua chính được xác định. Các tay đua có 18 phút ở phần đầu tiên (Q1) để tiếp tục tham gia phần thứ hai (Q2) của vòng phân hạng cuộc đua chính. Tất cả các tay đua đạt được thời gian trong phần đầu tiên với thời gian tối đa 107% thời gian nhanh nhất được phép tham gia cuộc đua chính. 15 tay đua dẫn đầu phần này lọt vào phần tiếp theo. Sau khi Q1 kết thúc, Hamilton đứng đầu với thời gian nhanh nhất là 1:29,547 phút trong khi Valtteri Bottas của Kick Sauber, Kevin Magnussen của Haas, cả hai tay đua Alpine và Pérez bị loại.
Phần thứ hai (Q2) kéo dài 15 phút và mười tay đua nhanh nhất của phần này đi tiếp vào phần thứ ba (Q3) và cuối cùng của vòng phân hạng cuộc đua. Sau khi Q2 kết thúc, Norris đứng đầu với thời gian nhanh nhất là 1:26,559 phút trong khi Charles Leclerc của Ferrari, Logan Sargeant của Williams, cả hai tay đua RB và Chu Quán Vũ của Kick Sauber bị loại.
Phần thứ ba (Q3) và cuối cùng kéo dài 12 phút, trong đó mười vị trí xuất phát đầu tiên được xác định sẵn cho cuộc đua chính. Với thời gian nhanh nhất là 1:25,819 phút, Russell giành vị trí pole cho cuộc đua chính trước Hamilton và Norris. Đây là lần đầu tiên kể từ Giải đua ô tô Công thức 1 Nam Phi 1968 khi cả ba tay đua người Anh kết thúc vòng phân hạng ở ba vị trí dẫn đầu.

### Cuộc đua chính
Cuộc đua chính được tổ chức vào ngày 7 tháng 7 năm 2024 lúc 15:00 giờ địa phương (UTC+1) và bao gồm 52 vòng đua.
Hamilton giành chiến thắng cuộc đua chính trước Verstappen và Norris, trong đó Hamilton giành chiến thắng lần đầu tiên trong mùa giải kể từ Giải đua ô tô Công thức 1 Ả Rập Xê Út 2021. Các tay đua còn lại ghi điểm trong cuộc đua là Piastri, Sainz Jr., Nico Hülkenberg, Stroll, Fernando Alonso, Alexander Albon và Tsunoda Yuki.

## Kết quả

### Vòng phân hạng
| Vị trí                    | Số xe | Tay đua          | Đội đua                      | Q1       | Q2       | Q3       | Vị trí xuất phát |
| ------------------------- | ----- | ---------------- | ---------------------------- | -------- | -------- | -------- | ---------------- |
| 1                         | 63    | George Russell   | Mercedes                     | 1:30,106 | 1:26,723 | 1:25,819 | 1                |
| 2                         | 44    | Lewis Hamilton   | Mercedes                     | 1:29,547 | 1:26,770 | 1:25,990 | 2                |
| 3                         | 4     | Lando Norris     | McLaren-Mercedes             | 1:31,596 | 1:26,559 | 1:26,030 | 3                |
| 4                         | 1     | Max Verstappen   | Red Bull Racing-Honda RBPT   | 1:31,342 | 1:26,796 | 1:26,203 | 4                |
| 5                         | 81    | Oscar Piastri    | McLaren-Mercedes             | 1:30,895 | 1:26,733 | 1:26,237 | 5                |
| 6                         | 27    | Nico Hülkenberg  | Haas-Ferrari                 | 1:31.929 | 1:26.847 | 1:26.338 | 6                |
| 7                         | 55    | Carlos Sainz Jr. | Ferrari                      | 1:30,557 | 1:26,843 | 1:26,509 | 7                |
| 8                         | 18    | Lance Stroll     | Aston Martin Aramco-Mercedes | 1:31,410 | 1:26,938 | 1:26,585 | 8                |
| 9                         | 23    | Alexander Albon  | Williams-Mercedes            | 1:31,135 | 1:26,933 | 1:26,640 | 9                |
| 10                        | 14    | Fernando Alonso  | Aston Martin Aramco-Mercedes | 1:31,264 | 1:26,730 | 1:26,917 | 10               |
| 11                        | 16    | Charles Leclerc  | Ferrari                      | 1:30,496 | 1:27,097 | –        | 11               |
| 12                        | 2     | Logan Sargeant   | Williams-Mercedes            | 1:31,608 | 1:27,175 | –        | 12               |
| 13                        | 22    | Tsunoda Yuki     | RB-Honda RBPT                | 1:30,994 | 1:27,269 | –        | 13               |
| 14                        | 24    | Chu Quán Vũ      | Kick Sauber-Ferrari          | 1:31,190 | 1:27,867 | –        | 14               |
| 15                        | 3     | Daniel Ricciardo | RB-Honda RBPT                | 1:31,291 | 1:27,949 | –        | 15               |
| 16                        | 77    | Valtteri Bottas  | Kick Sauber-Ferrari          | 1:32,431 | –        | –        | 16               |
| 17                        | 20    | Kevin Magnussen  | Haas-Ferrari                 | 1:32,905 | –        | –        | 17               |
| 18                        | 31    | Esteban Ocon     | Alpine-Renault               | 1:34,557 | –        | –        | 18               |
| 19                        | 11    | Sergio Pérez     | Red Bull Racing-Honda RBPT   | 1:38,348 | –        | –        | Làn pit1         |
| 20                        | 10    | Pierre Gasly     | Alpine-Renault               | 1:39,804 | –        | –        | 192              |
| Thời gian 107%: 1:35,8153 |       |                  |                              |          |          |          |                  |

Chú thích
- ^1  – Sergio Pérez đứng thứ 19 chung cuộc sau vòng phân hạng nhưng được yêu cầu bắt đầu cuộc đua chính từ làn pit vì thay thế đơn vị năng lượng mà không có sự chấp thuận của ban đại diện kỹ thuật trong điều kiện parc fermé.[15]
- ^2  – Pierre Gasly được yêu cầu bắt đầu cuộc đua chính từ phía sau đoàn đua vì đã sử dụng quá số lượng các phần tử đơn vị năng lượng của mình. Điều này không ảnh hưởng gì khi anh đứng chung cuộc ở vị trí cuối cùng.[15]
- ^3  – Vòng phân hạng được tổ chức dưới điều kiện thời tiết mưa ướt nên quy tắc 107% không có hiệu lực.

### Cuộc đua chính
| Vị trí                                                                                | Số xe | Tay đua          | Đội đua                      | Số vòng | Thời gian/ Bỏ cuộc | Vị trí xuất phát | Số điểm |
| ------------------------------------------------------------------------------------- | ----- | ---------------- | ---------------------------- | ------- | ------------------ | ---------------- | ------- |
| 1                                                                                     | 44    | Lewis Hamilton   | Mercedes                     | 52      | 1:22:27,059        | 2                | 25      |
| 2                                                                                     | 1     | Max Verstappen   | Red Bull Racing-Honda RBPT   | 52      | + 1,465            | 4                | 18      |
| 3                                                                                     | 4     | Lando Norris     | McLaren-Mercedes             | 52      | + 7,547            | 3                | 15      |
| 4                                                                                     | 81    | Oscar Piastri    | McLaren-Mercedes             | 52      | + 12,429           | 5                | 12      |
| 5                                                                                     | 55    | Carlos Sainz Jr. | Ferrari                      | 52      | + 47,318           | 7                | 111     |
| 6                                                                                     | 27    | Nico Hülkenberg  | Haas-Ferrari                 | 52      | + 55,722           | 6                | 8       |
| 7                                                                                     | 18    | Lance Stroll     | Aston Martin Aramco-Mercedes | 52      | + 56,569           | 8                | 6       |
| 8                                                                                     | 14    | Fernando Alonso  | Aston Martin Aramco-Mercedes | 52      | + 1:03,577         | 10               | 4       |
| 9                                                                                     | 23    | Alexander Albon  | Williams-Mercedes            | 52      | + 1:08,387         | 9                | 2       |
| 10                                                                                    | 22    | Tsunoda Yuki     | RB-Honda RBPT                | 52      | + 1:19,303         | 13               | 1       |
| 11                                                                                    | 2     | Logan Sargeant   | Williams-Mercedes            | 52      | + 1:28,960         | 12               |         |
| 12                                                                                    | 20    | Kevin Magnussen  | Haas-Ferrari                 | 52      | + 1:30,153         | 17               |         |
| 13                                                                                    | 3     | Daniel Ricciardo | RB-Honda RBPT                | 51      | + 1 vòng           | 15               |         |
| 14                                                                                    | 16    | Charles Leclerc  | Ferrari                      | 51      | + 1 vòng           | 11               |         |
| 15                                                                                    | 77    | Valtteri Bottas  | Kick Sauber-Ferrari          | 51      | + 1 vòng           | 16               |         |
| 16                                                                                    | 31    | Esteban Ocon     | Alpine-Renault               | 50      | + 2 vòng           | 18               |         |
| 17                                                                                    | 11    | Sergio Pérez     | Red Bull Racing-Honda RBPT   | 50      | + 2 vòng           | Làn pit          |         |
| 18                                                                                    | 24    | Chu Quán Vũ      | Kick Sauber-Ferrari          | 50      | + 2 vòng           | 14               |         |
| Bỏ cuộc                                                                               | 63    | George Russell   | Mercedes                     | 33      | Áp suất nước       | 1                |         |
| Không xuất phát                                                                       | 10    | Pierre Gasly     | Alpine-Renault               | 0       | Không xuất phát    | –2               |         |
| Vòng đua nhanh nhất: Carlos Sainz Jr. (Ferrari) - 1:28,293 (vòng đua thứ 52)          |       |                  |                              |         |                    |                  |         |
| Tay đua xuất sắc nhất cuộc đua: Lewis Hamilton (Đội đua Mercedes), 36,1% số phiếu bầu |       |                  |                              |         |                    |                  |         |

Chú thích
- ^1  – Bao gồm một điểm cho vòng đua nhanh nhất.[16]
- ^2  – Pierre Gasly không xuất phát cuộc đua chính. Vị trí xuất phát của anh do đó bị bỏ trống.[17]

## Bảng xếp hạng sau chặng đua

### Bảng xếp hạng các tay đua
| Vị trí | Tay đua          | Đội đua                      | Số điểm | Thay đổi vị trí |
| ------ | ---------------- | ---------------------------- | ------- | --------------- |
| 1      | Max Verstappen   | Red Bull Racing-Honda RBPT   | 255     | +/-0            |
| 2      | Lando Norris     | McLaren-Mercedes             | 171     | +/-0            |
| 3      | Charles Leclerc  | Ferrari                      | 150     | +/-0            |
| 4      | Carlos Sainz Jr. | Ferrari                      | 146     | +/-0            |
| 5      | Oscar Piastri    | McLaren-Mercedes             | 124     | 1               |
| 6      | Sergio Pérez     | Red Bull Racing-Honda RBPT   | 118     | 1               |
| 7      | George Russell   | Mercedes                     | 111     | +/-0            |
| 8      | Lewis Hamilton   | Mercedes                     | 110     | +/-0            |
| 9      | Fernando Alonso  | Aston Martin Aramco-Mercedes | 45      | +/-0            |
| 10     | Lance Stroll     | Aston Martin Aramco-Mercedes | 23      | 1               |

- Lưu ý: Chỉ có mười vị trí đứng đầu được liệt kê trên bảng xếp hạng này.

### Bảng xếp hạng các đội đua
| Vị trí | Đội đua                      | Số điểm | Thay đổi vị trí |
| ------ | ---------------------------- | ------- | --------------- |
| 1      | Red Bull Racing-Honda RBPT   | 373     | +/-0            |
| 2      | Ferrari                      | 302     | +/-0            |
| 3      | McLaren-Mercedes             | 295     | +/-0            |
| 4      | Mercedes                     | 221     | +/-0            |
| 5      | Aston Martin Aramco-Mercedes | 68      | +/-0            |
| 6      | RB-Honda RBPT                | 31      | +/-0            |
| 7      | Haas-Ferrari                 | 27      | +/-0            |
| 8      | Alpine-Renault               | 9       | +/-0            |
| 9      | Williams-Mercedes            | 4       | +/-0            |
| 10     | Kick Sauber-Ferrari          | 0       | +/-0            |